# Garantismo
Garantismo se refiere un concepto político que apoya la tutela de las garantías constitucionales del ciudadano frente a posibles abusos por parte del poder público.
Se trata de una teoría jusfilosófica, acuñada por Luigi Ferrajoli a finales del siglo XX, pero con raíces en la Ilustración del siglo XVIII, que puede entenderse de tres maneras distintas pero correlacionadas: como modelo normativo del derecho, como teoría crítica del derecho y como filosofía política. En el primer sentido, se trata de un sistema de vínculos impuestos al poder estatal para garantizar los derechos de los ciudadanos y es posible hablar de niveles de efectividad de la garantía regulada en la Constitución de un Estado determinado en sus prácticas judiciales. En la segunda forma, es una teoría jurídica de la validez y eficacia del derecho, basada en la diferencia entre normatividad y realidad, es decir, entre derecho válido (deber ser del derecho) y derecho efectivo (ser del derecho), ambos vigentes. En esta segunda acepción, permite identificar las antinomias del derecho, apuntando a su crítica. Finalmente, el garantismo es una filosofía política que impone el deber de justificación ético-política (también llamada externa) al Estado y al derecho, y la justificación legal (también llamada interna) no es suficiente. En este último sentido, presupone la distinción entre ley y moral, entre validez y justicia, tan querida por el positivismo, y el predominio de esta última, la justificación externa.

## Como tutela de las garantías constitucionales
Al enunciar el principio de soberanía popular, Rousseau declaró que «equivale a una garantía negativa, es decir, a la prohibición para cualquiera de usurparla: significa que, puesto que pertenece a todo el pueblo, no pertenece a nadie más, y ninguna persona o grupo de personas —monarca o parlamento, presidente elegido por el pueblo o asamblea representativa— puede apropiarse de ella».
El término fue acuñado en el siglo XIX por el filósofo francés Charles Fourier para designar una etapa de la evolución civil que preludiaba la creación de una sociedad comunitaria perfecta y armoniosa. En su proyecto político, Fourier entendía el garantismo como un sistema de seguridad social destinado a salvaguardar a los sujetos más débiles, proporcionándoles las garantías de los derechos básicos, empezando por los relativos a la subsistencia.
El término comenzó a usarse en italiano en el siglo siguiente y con un significado completamente diferente al que inicialmente le atribuyó Fourier. Retomando las teorías de Benjamin Constant, quien ya en 1820 defendía la necesidad de tutelar a nivel constitucional los derechos fundamentales del individuo (libertad personal, libertad de prensa, libertad religiosa y finalmente la inviolabilidad de la propiedad privada), Guido De Ruggiero afirmó en 1925 que el garantismo es la concepción de la libertad política como «libertad del individuo respecto del Estado y ante el Estado» y puso como ejemplo la experiencia constitucional inglesa.
En 1962 el politólogo Giovanni Sartori se refirió a la concepción jurídico-política del Estado de derecho, el único capaz de garantizar las libertades fundamentales de los individuos. 
En las constituciones modernas, la expresión garantías constitucionales «suele aludir a la rigidez de la constitución, es decir, a la no modificación de los principios, derechos e instituciones previstas en ella, salvo procedimientos de revisión agravados, y control judicial de inconstitucionalidad de las leyes ordinarias que se opongan a ellas».

## Como tutela de la persona sometida a acción judicial
Paralelamente a esta acepción del término, en los años 1970 se desarrolló un nuevo concepto de garantismo, vinculado al respeto de una serie de derechos en el ámbito procesal penal y centrado en la comprobación objetiva de la verdad de los hechos, más allá de cualquier manipulación y desde cualquier arbitrariedad por parte del poder político o judicial. En respuesta a la legislación de emergencia con la que la política italiana intentó hacer frente al fenómeno del terrorismo, los juristas progresistas teorizaron la primacía de los derechos individuales de inmunidad y libertad frente al poder punitivo del Estado. En este sentido, son significativas las tesis de Luigi Ferrajoli, que resume un sistema de garantías en justicia penal en diez principios generales:
1. No hay castigo sin delito (principio de consecuencialidad del castigo con el delito)
2. No hay delito sin ley (principio de legalidad)
3. No hay derecho penal sin necesidad (principio de economía del derecho penal)
4. No hay necesidad de derecho penal sin daño (principio de la ofensividad del evento)
5. No hay daño sin acción (principio de materialidad o exterioridad de la acción)
6. No hay acción sin culpa (principio de culpabilidad o responsabilidad personal).
7. No hay culpa sin juicio (principio de jurisdiccionalidad)
8. No hay juicio sin acusación (principio de separación entre juez y fiscal)
9. No hay acusación sin pruebas (principio de carga de la prueba).
10. No hay prueba sin defensa (principio de contrainterrogatorio).[15]

Las primeras seis representan garantías penales sustanciales, las últimas cuatro son garantías procesales . Estas garantías procesales constituyen el núcleo de un sistema de garantismo judicial más amplio, no sólo penal.
Los principios fundamentales del garantismo judicial consisten en:
- garantía contra detenciones arbitrarias
- habeas corpus (es decir, comunicación inmediata de los motivos de la detención y presentación rápida al magistrado, para que este pueda decidir sobre la liberación)
- principio de contrainterrogatorio, derecho a la defensa y participación del defensor en todas las fases del proceso penal
- limitación de los casos de prisión preventiva
- presunción de inocencia hasta condena definitiva
- condena sólo después de la adquisición de pruebas completamente convincentes (inadmisibilidad de juicios circunstanciales).

El juicio penal que contempla todas las instituciones garantistas constituye el llamado «juicio justo» (en inglés fair trial o debido proceso legal). La difusión de la cultura de la garantista deriva en gran medida del Convenio Europeo de Derechos Humanos (CEDH) de 1950, cuyo artículo 6 define el derecho a un juicio justo, describiendo las principales instituciones garantistas.

## Oposición
El concepto encuentra su contrario en la pasión punitiva: el populismo justicialista (entiéndase justicialismo como la posición de exigir justicia estricta, generalmente rápida, sobre los perpetradores de ciertos tipos de crímenes) implica dejar de lado el principio de estricta legalidad y, con él, el sistema de garantías para tutelar al acusado. En las sociedades de masas se expresa así una actitud «verdugo» que se ha extendido contra los crímenes políticos, que puedan o no serlo (cf. justicia política), y económicos contra la administración pública, o de gran clamor mediático (crimen organizado o crímenes atroces especialmente contra personas vulnerables). Incluso cuando partió del «populismo judicia» ha degenerado en un populismo penal de tolerancia cero en el que «las investigaciones y las condenas, como reconoció un espectador comprensivo como Alessandro Pizzorusso, han contribuido, a pesar de sí mismas, a agravar la crisis constitucional» de las democracias modernas.
Una posición más equilibrada se niega a abandonar el principio de legalidad y el derecho de defensa y se limita a exigir el esclarecimiento de los hechos y sentencias adecuadas en el pleno cumplimiento de la legalidad y sin resquicios cuando el imputado es declarado culpable con pruebas fehacientes. Por otro lado, la prontitud y eficacia de las penas no es contraria a los principios de protección y humanitarismo, de hecho es indispensable para garantizar los derechos fundamentales contra lesiones y ataques de terceros. En cambio, un garantismo distorsionado de tal manera que facilita la impunidad de los criminales y bloquea la implementación de la ley impide la tutela de los derechos fundamentales de otras personas. Por tanto, se plantea la cuestión de garantismo para todos y no en un solo sentido.